# Struttura Markush

Esempio di una struttura Markush

Una struttura Markush è una rappresentazione della struttura chimica utilizzata per indicare un gruppo di composti chimici imparentati, che viene comunemente usata nei testi di chimica e nelle richieste di brevetto. Le strutture Markush vengono rappresentate utilizzando:
- simboli aggiuntivi che indicano gruppi variabili, ad esempio
  - R, R′, R1 = residuo alchilico (catena laterale alifatica)
  - Ar = residuo arilico (gruppo aromatico)
  - X = eteroatomo (alogeno, azoto, ossigeno)
  - E = gruppo esterico
  - L = ligando

- indici letterali anziché numerici che indicano numeri variabili di atomi, ad esempio ClxF3−xC−CClyF3−y, H3C−[CH2]m−1−[O−CH2−CH2−]nOH
- legami "scollegati" che indicano posizioni variabili (vedi figura)

I diversi attributi della molecola variano in modo indipendente l'uno dall'altro.
Questa rappresentazione generalizzata di una molecola, che non indica ogni singolo atomo, può essere utilizzata per proteggere la proprietà intellettuale: ad esempio, consente di presentare una domanda di brevetto basata su rivendicazioni generali per l'utilizzo e l'applicazione di una molecola, senza rivelare alla concorrenza la formula esatta.

## Storia
Le strutture Markush prendono il nome da Eugene A. Markush, fondatore della Pharma Chemical Corporation nel New Jersey, il quale rimase coinvolto in una causa legale che stabilì un precedente per il deposito di brevetti per strutture chimiche generiche.  Oggetto del contendere fu la domanda statunitense 611.637, depositata all'ufficio brevetti degli Stati Uniti il 9 gennaio 1923. La causa si concluse in modo a lui favorevole con la concessione del brevetto nazionale per "Colorante al pirazolone e la procedura per sintetizzare il medesimo" ("Pyrazolone Dye and Process of Making the Same") il 26 agosto 1924.

## Utilizzo nei brevetti
Una struttura Markush consente al titolare del brevetto di descrivere una sostanza chimica generica, riportando in modo condensato diverse formule strutturali attive o efficaci.

### Stati Uniti
In una domanda di brevetto negli Stati Uniti, il postulante è tenuto a rivelare la "migliore" realizzazione pratica della loro invenzione. Tuttavia, il requisito della "modalità migliore" non può più essere utilizzato come base per l'invalidità o per negare la brevettabilità. D'altra parte, le rivendicazioni di brevetto negli Stati Uniti possono essere respinte o invalidate, nel caso l'oggetto dell'invenzione non sia stato indicato in modo sufficientemente dettagliato e distintivo.